# 日本の書論
日本の書論（にほんのしょろん）では、日本における書論の概要を記す。

## 概説
日本最初の書論は平安時代末期の藤原伊行の『夜鶴庭訓抄』とされることが多いが、これは和様の書論としての初で、それ以前に唐様の書論として空海の『遍照発揮性霊集』が存在しており、日本における書論の先駆をなした。『夜鶴庭訓抄』以後、これにならって多くの書論がつくられるようになり、ほぼ同時期に藤原教長の口伝を藤原伊経がまとめた『才葉抄』がある。鎌倉時代には、世尊寺経朝の『心底抄』、世尊寺行房の『右筆条々』などがあり、いずれも世尊寺流の書法・故実を基盤にしたものである。そして、南北朝の尊円法親王の『入木抄』、江戸時代の細井広沢の『観鵞百譚』、幕末の市河米庵の『米庵墨談』、明治時代の中林梧竹の『梧竹堂書話』、訳本だが大正時代に発刊された『六朝書道論』、昭和には比田井天来の『天来翁書話』など多様な書論がある。

## 書論
以下、主な書論の概要を記す。

### 遍照発揮性霊集
遍照発揮性霊集（へんじょうほっきしょうりょうしゅう、10巻、空海）は、空海の弟子・真済が師の漢詩文を集録し編集して、空海生存中に10巻にまとめたもの。詩文集であるが、日本最初の書論（唐様）としての記述もある。「古人の筆論に云く『書は散なり』。ただ結裹を以って能しとするに非ず。必ず須らく心を境物に遊ばしめ、懐抱を散逸す。法を四時に取り、形を万類に象るべし。（以下省略）」と説き、人間精神の表出を第一義とし、「書の根限は、心を敬するにあり、書の疾は古法を外にするにあり。」と古典の大事も論述している。

### 夜鶴庭訓抄
夜鶴庭訓抄（やかくていきんしょう、1168年 - 1177年頃、藤原伊行著）は、世尊寺家6代伊行が娘の伊子（これこ、後の建礼門院右京大夫）のために書いた日本最初の和様の書論である。「夜鶴」には巣篭もりする鶴が夜通し眠らずに子を守るという意味があり、「庭訓」とは家庭の教訓である。平安時代の末期になると書の秘事口伝を重視するようになり、本書には有職故実を重んじながら書式や揮毫の作法など11項目を詳細に書き記してある。その第1項目には、「一、さうし書様。まづひきひろぐるはしより書くべし。（中略）又ての様々を一帖がうちにみせてかゝるべし。やうやうといふはいろはがき、さうみだれたるさまかへて書くべし。」とあり、世尊寺家歴代の書を見れば、この記述の実践者であったことを知ることができ、世尊寺流の伝えを知るには重要なものである。なお最後に能書24人が挙げられている。

### 才葉抄
才葉抄（さいようしょう、1巻、1177年以後、藤原伊経）は、『筆躰抄』（ひったいしょう）ともいい、安元3年（1177年）7月2日、藤原教長が高野山庵室において密談した内容を世尊寺家7代伊経が記録した口伝書であり、学書と書法に関する記述がある。教長は法性寺流について、「法性寺殿の御筆は、書く人の右へ平みたる也。」「法性寺殿の手跡は、若年の時摂政などの時は能なり。後には筆平みて、打ち付打ち付書き給うによりて、習う人の手跡損ずべきなり。」と記している。能書として知られる教長にも法性寺流の祖、藤原忠通の側筆という用筆法が和様と異なる前衛的なものとして見えたようである。

### 夜鶴書札抄
夜鶴書札抄（やかくしょさつしょう、世尊寺行能著）は、世尊寺家8代行能が『夜鶴庭訓抄』を基に著述した独自の書論。

### 心底抄
心底抄（しんていしょう、世尊寺経朝著）は、経朝秘伝の書。

### 右筆条々
右筆条々（ゆうひつじょうじょう、世尊寺行房著）は、『心底抄』に漏れる経朝の秘伝を書きとめたもので、書式に関する記述が特に充実している。

### 入木口伝抄
入木口伝抄（じゅぼくくでんしょう、1巻、1352年、尊円法親王著）は、尊円法親王が、師である世尊寺行房・行尹兄弟からの学書の口伝をまとめたもの。『入木抄』より少し早く成立したもので、『入木抄』のもとになったと考えられている。年月日入りで記録されているものがあり、それによると、元亨2年（1322年）3月25日（尊円25歳）から正慶元年（1332年）2月10日（尊円35歳）までの記録ということになる。本書の内題に、「世尊寺行房行尹説尊円親王御聞書　入木口伝抄　於青蓮院殿称奥儀抄」とあり、青蓮院においては、別に『奥儀抄』と名づけている。また、奥書には、本書が文和元年（1352年）11月14日（尊円55歳）、行房・行尹兄弟から受けた秘説を元として聞書きを集めたものとあり、続いて尊円と世尊寺家との関係を語っている。

### 入木抄
入木抄（じゅぼくしょう、1352年、尊円法親王著）は、後光厳院のために書いた習字指導書。執筆・手本の選択・手習いの順序など20項目にわたって心得が述べられている。尊円法親王は書流について、「一条院御代よりこのかた、白川・鳥羽の時代まで、能書非能書も皆行成が風躰也、法性寺関白出現之後、天下一向此様に成て」と、世尊寺流から法性寺流への流れを記している。

### 観鵞百譚
観鵞百譚（かんがひゃくたん、5巻、1735年、細井広沢著）は、享保20年（1735年）に刊行され、和漢の書道に関する故事や逸話など百話を集めたもの。唐様の根本原理が紹介され、王羲之・趙孟頫・文徴明の系統が唐様の正系であることを説き、唐様の流行に大きく貢献した。

### 米庵墨談
米庵墨談（べいあんぼくだん、3巻・続編3巻、1812年、市河米庵著）は、書法の源流・執筆の要領を論じ、また文房全般を詳説している。米庵は草書について、「草書を学ぶには王羲之の『十七帖』を習うべきことは周知のとおりだが、その前に孫過庭の『書譜』を熟学する必要がある。王羲之の草書の法脈が存するのは過庭に勝る者なし。（趣意）」と巻1「十七帖」に記している。

### 和俗童子訓
和俗童子訓（わぞくどうじくん、貝原益軒著）は、幼少期のための教育論。

### 六朝書道論
六朝書道論（りくちょうしょどうろん、1巻、1914年、井土霊山・中村不折共訳）は、『広芸舟双楫』の訳本で、大正3年（1914年）2月に刊行された。日本の書を一変させた六朝書道に体系的な論拠を与えるものとして、当時、熱狂的に迎えられた。さらに中村不折による序文は理論的に過去の書を否定する革新的なものであり、このようなことは日本の書の歴史において六朝書道の出現までなかったことである。また本書の付録として「六名家書談」が収められ、当時の日本の能書家として知られる6名（中林梧竹・中根半嶺・日下部鳴鶴・前田黙鳳・内藤湖南・犬養木堂）が江戸から明治にかけての日本の書の変貌、また中国の書風の変遷について説いている。
序文（抜粋）
「空海・道風の書、妙は則ち妙なり、神は則ち神也、然れども之れを細観し来る時は唯唐書の盲従者たるに過ぎずして、唐代の書を溯源的に解釈して之れを崇拝したるものにあらざるが如し。」
「空海・道風の崇拝時代には唐碑以外は殆ど見る所なく又知る所なく、六朝書の如きは数々翻刻せる黄庭経・楽毅論等を目覩したるに過ぎざるものの如し。今や然らず、漢魏六朝碑を合して四百種を観得るのみならず、近来敦煌に於て発掘せられたる幾多の墨宝は実に漢碑六朝の肉筆其物にあらずや、之れを唐碑の重刻屢翻のものに比し来らば霄壤も啻ならざるの感あらん。美術家の最後の叫びは『自然に帰れ』の一語に在り、余は思ふ、書道に於て漢魏六朝碑に向って所謂る自然の尋ぬべきもの多々なるを。」
六名家書談
1. 書の奥義（中林梧竹著）は、臨模された書を習っても書の奥深い意味は悟れないと蘭亭序を例に説いている。要約すると、「蘭亭序の今世に伝わるものとして欧陽詢と褚遂良の臨書があるが、欧陽詢のはその骨があってその肉がない、褚遂良のはその肉があってその骨がない、いずれも王羲之の真面目を写したものとはいえない。蘭亭を構えた山陰の風物もなく、王羲之の感懐もなくして臨模でもって蘭亭序の真面目を写そうとするのは容易にはできないはずだ。臨模してその真面目を得難いのは、書が心画であるということにほかならない。私は蘭亭序を何百回臨書したか数知れぬが、満足を感じたことがない。」
2. 明治以前の書風（中根半嶺著）は、天保嘉永を中心とする幕末における書道の概観を述べている。要約すると、「この頃の書道界は江戸の市河米庵・巻菱湖2人の天下であり、関西に貫名海屋という大立者がいたが江戸ではあまり知られていなかった。当時の一般の書風は上代の遺風を受けた御家流であったが、米庵・菱湖によって唐様文字が御家流に対抗して頭角をあらわしてきた。特に米庵の人気は素晴らしく、菱湖の方は余り華々しくなかったが、菱湖・米庵の没後は菱湖風が行われるようになった。」
3. 明治年代の書風（日下部鳴鶴著）は、明治期の書の変遷の概観を記している。この要約は日本の書道史の明治時代概観に記している。田宮文平は、「この鳴鶴の説に、岸田吟香、円山大迂、秋山探淵らを介して徐三庚をとり入れた西川春洞を加えれば、今日の書壇への人脈的影響のおおよそはつくされる。」と述べている[23]。
4. 書風の側面観（前田黙鳳著）は、明治年間に御家流から菱湖流、そして六朝の書風へと激変した様子を述べている。要約すると、「維新前の徳川幕府時代は、尊円法親王の末流の御家流が天下を支配し、公用文はすべてこの書体でなければ一切通用しなかった。しかし王政維新の新進気鋭なる興国の民心には、平穏無事な徳川時代に発達した無気無力な御家流の書風は不向きのものとなった。そして御家流が廃滅し、この後に流行したのが菱湖の書風である。これが明治時代書風の大激変であった。忽ち菱湖の書風は一世を風靡するが、この書体をよく見ると白湯のごとくなんら妙味もないもので、少し眼識のある人には物足りない感があったに相違ない。ここにおいて趙孟頫・董其昌・顔真卿・柳公権などの筆意を研究するようになってきたが、丁度この頃楊守敬の来朝となり、初めて日本人が六朝書に触れたのであった。また一方では中林梧竹が六朝の精粋をもたらして清国から帰朝し、これ以降、六朝の書風が菱湖やその他の書風を一掃した。これまた書道における明治の大激変であった。」
5. 支那書風の変遷（内藤湖南著）は、中国において旧来の相伝を重んじる作意の書法とその後の率意の書法との相違点が現在の南派（帖学）・北派（碑学）の分派に至ったと論じている。要約すると、「清の道光の頃から書道に南北の両派が顕われ、阮元の『南北書派論』・『北碑南帖論』、包世臣の『芸舟双楫』、康有為の『広芸舟双楫』によってますます北派の書論に気勢を加えた。この近代における中国書風の変遷の兆候は明の中頃からすでに見える。明の初年頃までの書法は相伝を重んじ、後漢の蔡邕から明の文徴明などに至るまでは一定の法則があった。しかし、明の祝允明などからは大きな変化が現れる。この相違点は旧来の作意の書法から率意の書法が行われたことにあり、作意の書法では努めて自家の癖を没却して古来の法に近づこうとし、率意の書法では自然に現れてくるところの癖を利用して各々その特色を発揮することを主とする。そして作意・率意の2派が明らかに分かれて率意派が年々増長してきた。帖学というのは法帖によって字を稽古するが、この帖学つまり南派を大成させた劉石庵は作意の点に重きを置いた。南派はその後これよりほかに一頭地を出だす余地がなくなり、これが近代の北派の書法を喚起した主な原因であると思う。」
6. 局外観（犬養木堂著）は、当時流行の六朝書が日本の書界を魔道に陥れはしまいかと憂慮している。要約すると、「中国で近世六朝派の名家といわれる人々を見ると、何れも十分運筆を鍛錬した上で初めて六朝に入るものであり、百家に出入して自家の法門を開いている。しかし、もしこれを怠り、みだりに六朝を学ぶならば終生魔道に彷徨して悟道の日はないと心得るべきである。書に魔道があるのは今日に限ったことではない。市河米庵は筆画の整斉のみを以て書の極致と考え、巻菱湖は字の骨法のみに重きを置いた。いずれも魔道である。中林梧竹の晩年の書は悟入の書といっても良いと思う。」

### 梧竹堂書話
梧竹堂書話（ごちくどうしょわ、1931年、中林梧竹）は、海老塚四郎兵衛（『書聖梧竹と書の鑑賞』の著者）と梅園方竹（宮内省の書家）が中林梧竹の書論を編集し、昭和6年（1931年）に出版したもの。梧竹は晩年の書道観の集大成として書論をまとめて出版しようとしていたらしく、明治43年（1910年、梧竹84歳）の頃には100冊の原稿がほぼ完成していた。しかし、刊行を待たず逝去し、その後その原稿は行方不明となり、これとは別に発見された数冊の原稿が本書である。よって文章の配列も体系的ではないが梧竹の人生観・芸術観に立脚した論説であり、書論ではあるが人生教訓ともなり得る内容となっている。本書冒頭に総序として、「凡そ書に法無きものは、もとより論ずるに足らざるなり。法ありて法に囿せらるるものも、また未だ可ならざるなり。有法よりして無法に帰し、法なくして法あるは、いわゆる神にして化するもの、これを上となす。」とある。これは、書法は大切だがそれにとらわれてはいけない。作意や書法の目立つうちはまだ本物ではない、との論旨であり、この境地は書の理想であり名人芸について述べたものである。また、「筆意を漢魏に取り、筆法を隋唐に取り、これに帯ばしむるに晋人の品致を以てし、これに加うるに日本武士の気象を以てす。これ吾が家の書則なり。」とあり、さらに、「古人を奴する者は少なく、古人に奴せらるる者は多し。能く古人を奴するに至っては則ち書もまた不朽の盛事なり。」とある。古典を手本にするにしても、一生古人の模倣に終わってはならない。奴書を警戒し個性豊かな書作が必要であると強調している。

### 天来翁書話
天来翁書話（てんらいおうしょわ、1938年、比田井天来）は、比田井天来の書論・書話を集め田中成軒が編纂し、昭和13年（1938年）刊行されたもの。天来は書の表現において個性・芸術性という内的な美意識を求め、習気を徹底的に避けようとした。天来は、「此の習気を避くるには、如何にすれば避け得らるるかといふに、無意味の点画を造らないように無意味の結体をなさないように筆を下すときには必ず或る意味をもたせるのである。」と記している。また、その「意味をもたせる」ためには練習に練習を重ね、熟達して習慣とし、筆意がほとんど無意識のうちに出てくるときが芸術として最も高潮した時であるが、と同時にその時が習気の始まりであるともした。天来においては書が完成することはなく、創造と破壊の繰り返しの中に自らの表現を求めた。